# Joseph Gabet
Joseph Gabet (nume chinez QIN Gabi, în chineză: 秦噶哔; n. 4 decembrie 1808, Nevy-sur-Seille⁠(d), Franche-Comté⁠(d), Franța – d. 3 martie 1853, Rio de Janeiro, Neutral Municipality⁠(d), Brazilia) a fost un misionar catolic francez al Congregației Misiunii (ordinul lazariștilor). A desfășurat o activitate misionară în nordul Chinei și apoi în Mongolia. A călătorit în Tibet împreună cu Évariste Huc. După ce s-a întors în Europa, a fost trimis ulterior de conducătorii ordinului său în Brazilia și a murit la Rio de Janeiro în 1853.

## Biografie
Joseph Gabet a fost hirotonit preot în 1833 și s-a alăturat ordinului lazariștilor. În 1834, împreună cu colegii săi misionari lazariști, Jean-Gabriel Perboyre și Joseph Perry, a călătorit în China. După ce a ajuns în Macao în 1835, a învățat chineza înainte de a fi trimis în provincia Tartaria din nordul Imperiului Chinez, care a devenit cunoscută mai târziu sub numele de Manciuria.
În 1844, împreună cu Évariste Huc, un alt misionar lazarist, și cu un tânăr lama mongol care îmbrățișase creștinismul, a pornit într-o călătorie către vest pentru a explora „Tartaria Mongolă”. Ei au rămas timp de șase luni în mănăstirea Kounboum din apropiere de Koukou-Noor (Lacul Qinghai), învățând limba tibetană și studiind religia budistă, înainte de a pleca către Tibet în septembrie 1845.
Ei s-au alăturat caravanei emisarului lui Dalai Lama care se întorcea de la Pekin (Beijing). Gabet a fost cât pe ce să moară de frig în timpul traversării în plină iarnă a platourilor înalte ale Tibetului. Caravana a ajuns la Lhasa în ianuarie 1846. Évariste Huc a descris călătoria în cartea sa Souvenirs d'un voyage dans la Tartarie, le Thibet et la Chine pendant les années 1844, 1845 et 1846 („Amintiri dintr-o călătorie prin Tartaria, Tibet și China în 1844, 1845 și 1846”).
Deși au fost bine primiți de ministrul regent care guverna Tibetul în numele lui Dalai Lama, misionarii au stârnit suspiciunea lui Qishan, reprezentantul rezident al împăratului chinez în Tibet, care a reușit să obțină expulzarea lor în februarie 1846. Gabet și Huc au fost trimiși cu o escortă oficială prin „Ta-Tsien-Lou” (Kangding) și Chengdu la Canton, unde au ajuns în septembrie 1846. Huc a descris călătoria spre Canton în cartea sa L'empire chinois („Imperiul chinez”).
Gabet spera să obțină permisiunea autorităților chineze și tibetane ca el și Huc să se întoarcă în Tibet, dar i s-a ordonat să se întoarcă fără întârziere în Europa pentru a ajuta la rezolvarea disputei care apăruse între ordinul lazarist și Societatea misiunilor străine de la Paris cu privire la responsabilitatea pentru activitatea misionară în Tibet, după ce s-a crezut că Gabet și Huc au dispărut.
Raportul de 90 de pagini al lui Gabet adresat papei și intitulat „Coup d'œil sur l'état des missions de Chine présenté au Saint-Père le pape Pie IX” („Raport asupra situației misiunilor din China prezentat Sfântului Părinte Papa Pius al IX-lea”), publicat în Franța în 1848, a fost extrem de critic față de starea misiunii catolice din China și de perspectivele sale viitoare. Misionarii creștini reveniseră în China la începutul secolului al XIX-lea, după o lungă absență cauzată de încheierea misiunii iezuiților, atunci când ordinul a fost dizolvat de papă în 1773). În ciuda edictului din 1735, care pedepsea practicarea creștinismului, comunitățile creștine au fost în general tolerate, cu condiția să ducă o activitate discretă. Cu toate acestea, Jean-Gabriel Perboyre a fost executat în public la Wuhan în 1840. Edictul de toleranță religioasă anexat Tratatului de la Whampoa (Huangpu) semnat între Franța și China a fost promulgat în 1844.
Joseph Gabet a examinat succesul limitat pe care l-au obținut misiunile, în ciuda numărului mare de misionari trimiși și a fondurilor care au fost alocate activității misionare din China. El a atras atenția că succesul obținut de Biserica Creștină în Europa Occidentală în primele secole ale creștinismului, în ciuda persecuției, s-a datorat muncii grele depuse de purtătorii mesajului creștin și a crezut că s-ar putea obține mai multe rezultate în China. El a evidențiat că:
- misionarii nu erau suficient de familiarizați cu limba și nu arătau un respect suficient față de cultura chineză;
- doar un număr limitat de cetățeni chinezi au fost instruiți pentru a deveni preoți și nu au fost tratați ca egali de către misionari; instruirea lor era în contradicție cu cultura lor;
- misionarii aparținând diferitelor ordine se certau între ele cu privire la teritoriile și comunitățile pe care le aveau în jurisdicție, astfel încât au atras atenția autorităților civile și au provocat scandal în rândul credincioșilor.

Raportul nu a fost bine primit la Roma sau de misionari. În 1850 superiorul misiunii din China, vicarul apostolic din Manciuria, a obținut condamnarea raportului de către Congregația pentru Răspândirea Credinței. Ideile lui Gabet cu privire la culturalizarea misionarilor au fost neglijate până în secolul al XX-lea, când au fost reluate cu mai mult succes de Vincent Lebbe (1877-1940).
În 1848 superiorii lui Gabet l-au trimis în Brazilia ca preot misionar la o mănăstire de călugărițe. El a murit de febră galbenă la Rio de Janeiro în martie 1853, la vârsta de 45 de ani.

## Scrieri
- Joseph Gabet, „Rapports sur la Mission” en Tartarie, Mongolie, Tibet, 1842, 1847 („Rapoarte cu privire la misiuune” în Tartaria, Mongolia și Tibet, 1842, 1847). Annales de la propagare de la foi, vol. 19, 1847 și vol. 20, 1848.
- Joseph Gabet, Coup d'œil sur l'état de misiuni de Chine présenté au Saint-Père le pape Pie IX, Poissy, 1848, republicată de Valmonde în 1999 cu o prefață a lui Simon Leys, ISBN: 2-86401-092-5
- Joseph Gabet, Évariste Huc, Lettre de Chine et d'Ailleurs: 1835-1860, publicat de Jacqueline Thévenet, Les Indes savantes, Paris, 2005, ISBN: 978-2846540841.